# Kolomîți, Drabiv
Kolomîți (în ucraineană Коломиці) este o comună în raionul Drabiv, regiunea Cerkasî, Ucraina, formată numai din satul de reședință.

## Demografie
Componența lingvistică a comunei Kolomîți
     Ucraineană (98,86%)
     Alte limbi (1,01%)
Conform recensământului din 2001, majoritatea populației comunei Kolomîți era vorbitoare de ucraineană (98,86%), existând în minoritate și vorbitori de alte limbi.